# Idrossido carbonato rameico
L'idrossido carbonato rameico (o carbonato basico rameico) è un sale misto di rame(II), costituito dagli ioni carbonato CO32- e idrossido OH−.
A temperatura ambiente si presenta come un solido verde inodore. È un composto nocivo.
In natura si trova come minerale noto come malachite.
L'idrossido di rame è spesso misto al carbonato rameico poiché reagisce lentamente con l'anidride carbonica dell'atmosfera.
Il nome viene usato più comunemente per riferirsi al composto con formula Cu2CO3(OH)2, solido cristallino verde che si presenta in natura come minerale malachite. È stato usato fin dall'antichità come un pigmento, ed è ancora usato come tale nelle pitture.
Sia la malachite che l'azzurrite si trovano nella patina di verderame che si trova su ottone, bronzo e rame alterati. La composizione della patina può variare, in un ambiente marittimo possono essere presenti cloruri, in un ambiente urbano possono esserci idrogenosolfati.

## Preparazione
Il carbonato basico rameico viene preparato combinando soluzioni acquose di solfato di rame(II) e carbonato di sodio a temperatura e pressione standard. Il carbonato di rame basico precipita dalla soluzione, con rilascio di anidride carbonica CO2:
{\displaystyle {\ce {2 CuSO4 + 2Na2CO3 + H2O -> Cu2(OH)2CO3 + 2Na2SO4 + CO2}}}
Il carbonato basico rameico può anche essere preparato facendo reagire soluzioni acquose di solfato di rame(II) e bicarbonato di sodio. Il carbonato di rame basico precipita dalla soluzione, sempre con rilascio di anidride carbonica:
{\displaystyle {\ce {2 CuSO4 + 4NaHCO3 -> Cu2(OH)2CO3 + 2Na2SO4 + 3 CO2 + H2O}}}

## Reazioni
Il carbonato di rame basico viene decomposto dagli acidi, come soluzioni di acido cloridrico HCl, nel sale di rame(II) e anidride carbonica.
I carbonati basici di rame, malachite e azzurrite, si decompongono formando CO2 e CuO, ossido rameico.

## Usi
Sia la malachite e l'azzurrite, sia il carbonato di rame basico sono stati usati come pigmenti. Un esempio dell'uso sia dell'azzurrite che della sua forma artificiale è il ritratto della famiglia di Balthasar Gerbier di Peter Paul Rubens.  La gonna verde di Deborah Kip è dipinta in azzurrite, smalto, verditer blu (forma artificiale di azzurrite), giallo ocra e altre tinte. Il colore verde si ottiene mescolando pigmenti blu e gialli.